# Parque nacional de Macaya
El parque nacional de Macaya (en francés: Parc national de Macaya; también escrito Parc National du Pic Macaya; parque nacional del Pico Macaya) es uno de los dos parques nacionales de la República de Haití. Se encuentra ubicado en la parte sur del país, y cuenta con la última parte en el país de bosque nublado virgen. Las elevaciones en el parque alcanzan una altura máxima de 2347 metros sobre el nivel del mar en el Pico Macaya (Pic Macaya), el segundo punto más alto en Haití tras Pico La Selle. La montaña es principalmente kárstica y volcánica. El parque cuenta con algunas plantas en peligro de extinción y vida animal, incluyendo algunas especies endémicas de la isla de La Española.